# Gianni Versace
Giovanni Maria Versace, detto Gianni (Reggio Calabria, 2 dicembre 1946 – Miami Beach, 15 luglio 1997), è stato uno stilista e imprenditore italiano.
Considerato come uno degli stilisti più innovativi ed originali nella storia della moda, è stato il fondatore nel 1978 dell'omonima casa di moda. Fu assassinato il 15 luglio 1997 dinanzi alla sua abitazione di Miami Beach, per mano di Andrew Cunanan.

## Biografia
Nasce a Reggio Calabria il 2 dicembre 1946, due anni dopo il fratello Santo Versace e nove anni prima della sorella Donatella Versace, da Antonio Versace e Francesca Olandese, che dà al figlio il nome di suo padre, Giovanni Battista Olandese, esponente calabrese del socialismo anarchico, che partecipò al movimento dei Fasci siciliani. Ha i primi contatti con il mondo della moda in giovanissima età, lavorando nell'atelier gestito da sua madre, sarta di professione, nel nº 13 di via Tommaso Gulli, nei pressi del Duomo dove per alcuni anni è stata situata la boutique Versace.
(Gianni Versace, febbraio 1992)

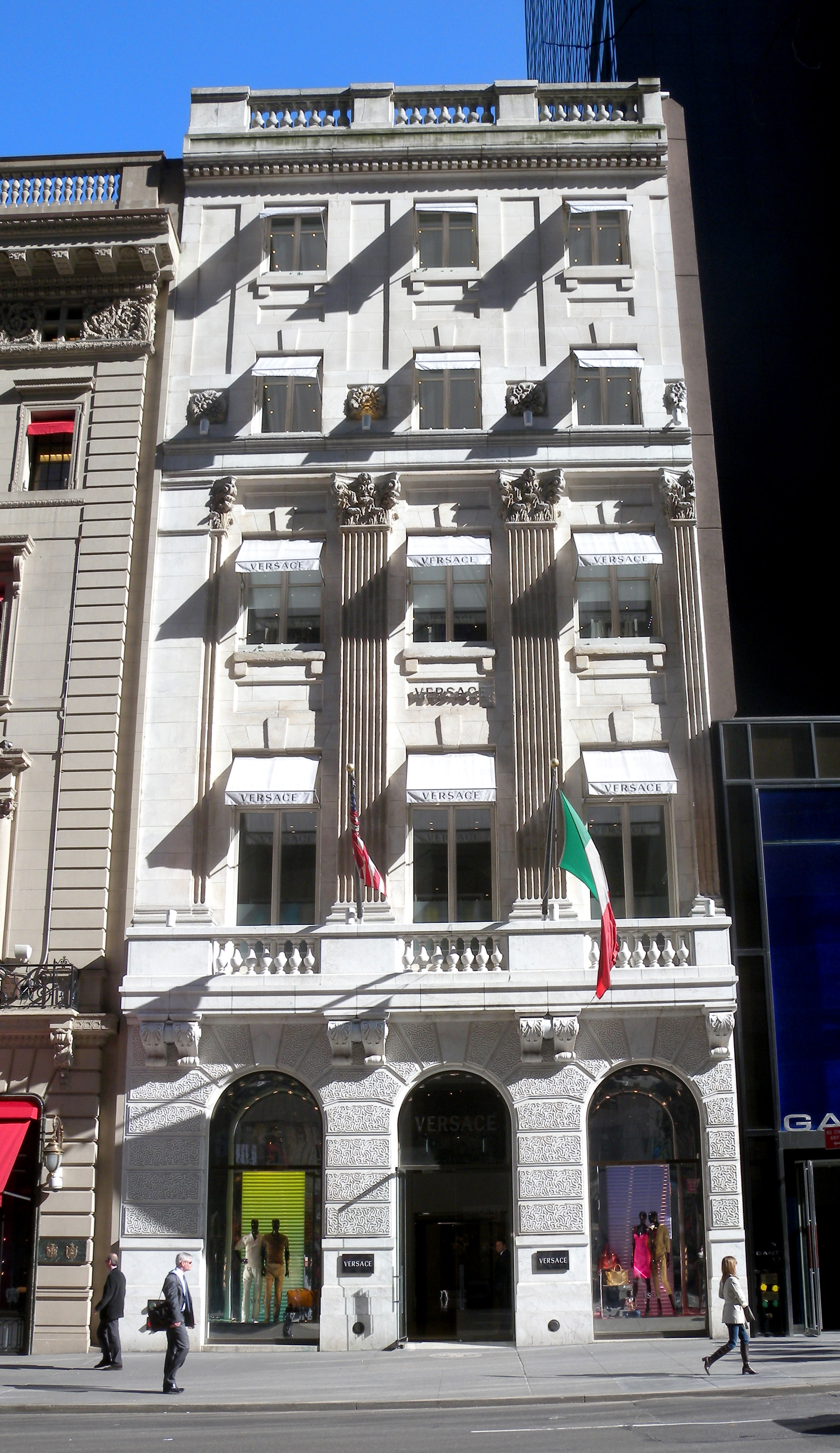
Lo store di Versace sulla Quinta Strada a New York.

All'età di 14 anni frequenta il liceo classico Tommaso Campanella, tuttavia senza portare a termine gli studi liceali, per cui si iscrive all'Istituto per geometri, ma non avendo superato l'esame di stato, rinuncia definitivamente a diplomarsi. Nel 1972, all'età di venticinque anni, si trasferisce a Milano per lavorare come disegnatore d'abiti, creando le prime collezioni per Genny, Complice, Callaghan e Byblos. Nel 1975 infatti presenta la sua prima collezione di abiti in pelle per Complice. Il 28 marzo 1978 al Palazzo della Permanente, a Milano, Gianni Versace presenta la prima collezione donna firmata con il suo nome.
L'anno seguente Versace incomincia una fortunata collaborazione con il fotografo americano Richard Avedon, e nel 1982 vince l'Occhio d'Oro come "migliore stilista dell'anno 1982–1983 collezione autunno/inverno donna", primo di una lunga serie di riconoscimenti nella sua lunga carriera. In questo periodo Versace introduce quegli elementi metallici che diventeranno poi un classico della sua produzione stilistica.
Contemporaneamente avvia una lunga serie di collaborazioni con l'ambiente del teatro; disegna, infatti, nell'ambito della stagione di balletto 1981/82 del Teatro alla Scala di Milano, i costumi per Josephslegende di Richard Strauss (la cui scenografia è curata da Luigi Veronesi). Nel 1983 crea i costumi per il Lieb und Leid di Gustav Mahler, e il suo nome è protagonista a È Design, presso il Padiglione d'arte contemporanea di Milano, dove espone una sintesi delle sue ricerche tecnologiche nel campo della moda.
Durante l'anno successivo, nel 1984, definì i costumi per il Don Pasquale di Gaetano Donizetti e per il Dyonisos, diretto da Maurice Béjart al Piccolo Teatro di Milano, in questa occasione viene preparata una triptych danse in onore del lancio del profumo Versace l'Homme. A Parigi, in occasione della presentazione europea del profumo, alla mostra di arte contemporanea vengono esposti lavori di artisti internazionali legati al nome di Versace, e allo stile della sua moda. I giovani sono sempre stati una delle maggiori fonti di ispirazione per Gianni Versace: infatti nel 1983 lo stilista è invitato al Victoria and Albert Museum di Londra per intervenire a una conferenza sul suo stile, per parlare a un vasto gruppo di studenti e presentare la mostra Arte e Moda.
Nel 1986 il Presidente della Repubblica Italiana Francesco Cossiga conferisce a Gianni Versace il titolo di Commendatore della Repubblica Italiana; il National Field Museum di Chicago presenta una mostra retrospettiva sul lavoro di Versace dell'ultimo decennio. A Parigi, alla mostra Gianni Versace Obiettivo Moda, che illustra i risultati della collaborazione fra Versace e molti fotografi internazionali come Avedon, Newton, Penn, Weber, Barbieri, Gastel; il capo di Stato francese Jacques Chirac gli assegna l'onorificenza "Grande Medaille de Vermeil de la Ville de Paris". Nel 1995 Versus, la linea giovane di casa Versace, esordisce a New York e finanzia la mostra d'alta moda del Metropolitan Museum of Art e quella dedicata alla carriera di Avedon. Gianni Versace collabora con Elton John per aiutare la fondazione di ricerca sull'AIDS del cantautore inglese.
Per le sue campagne pubblicitarie e le sue sfilate Gianni Versace ha sempre fatto uso dei più celebri fotografi (in particolar modo Richard Avedon, Bruce Weber, Herb Ritts, Doug Ordway e Steven Meisel) e delle modelle più in voga del momento, divenendo così il maggiore artefice del fenomeno delle top model. Per lui hanno sfilato e sono apparse nelle campagne pubblicitarie della maison Linda Evangelista, Naomi Campbell, Claudia Schiffer, Yasmeen Ghauri, Christy Turlington, Stephanie Seymour, Cindy Crawford, Helena Christensen, Nadja Auermann, Carla Bruni e Karen Mulder. Il sodalizio con fotografo Richard Avedon è culminato nella pubblicazione di un volume con le immagini più belle delle campagne pubblicitarie di Versace.
Sempre legato al mondo della musica e amico di numerose rockstar, Versace ha utilizzato tre volte la cantante Madonna come testimonial delle sue campagne pubblicitarie (la prima volta fotografata da Steven Meisel, le successive da Mario Testino). Insieme alla sorella Donatella con l'aiuto di Nadia Cassini invitarono Tupac Shakur per farlo sfilare nell'estate del 1996 durante la settimana della moda tenutasi a Milano, Tupac accettò l'invito e il 29 giugno 1996 sfilò per Versace in Via Gesù. Tra il 1980 ed il 1983, la cantante e attrice Loretta Goggi è stata la prima artista italiana a sfoggiare abiti firmati da Gianni Versace, indossati in molte occasioni pubbliche e televisive.
Versace fu per molti anni molto amico del famoso cantautore britannico Elton John ed anche della Principessa Diana, la quale morì in un incidente stradale a Parigi un mese e mezzo dopo di lui, il 31 agosto dello stesso anno.
Dichiaratamente omosessuale, Gianni Versace è stato legato sentimentalmente fino al momento della morte allo stilista ed ex modello Antonio D'Amico. I due trascorrevano momenti di vacanza, spesso a Miami, nella grande villa degli anni trenta affacciata sull'oceano, Casa Casuarina, acquistata nel 1992 per 10 milioni di dollari e sulla quale Versace investì oltre 33 milioni di dollari per la ristrutturazione. La villa di Miami di Versace fu acquistata nel 2000 dal magnate Peter Loftin che la trasformò in hotel di lusso. Nel giugno 2012 venne nuovamente messa in vendita per 125 milioni di dollari.

### Assassinio

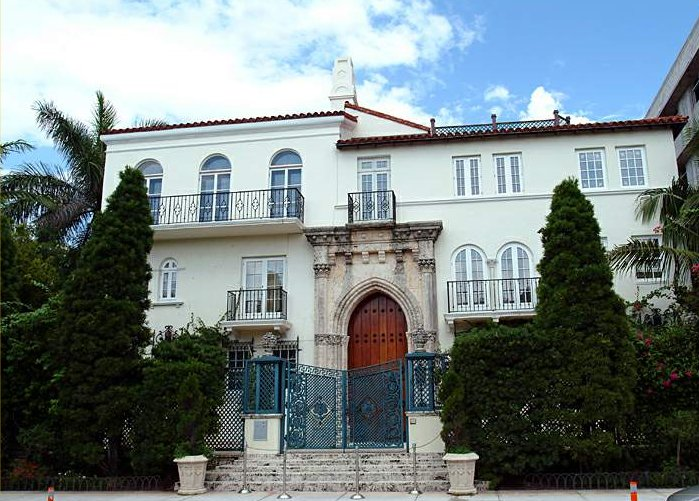
Casa Casuarina, la villa di Versace a Miami Beach, davanti alla quale fu assassinato.

La mattina del 15 luglio 1997, il cinquantenne Versace venne colpito da due colpi di pistola sugli scalini della propria abitazione a Miami Beach. I primi a soccorrerlo furono il compagno Antonio D'Amico e l'amico Lázaro Quintana. Venne trasferito al Jackson Memorial Hospital di Miami e poco dopo dichiarato morto. Dell'assassinio fu incolpato Andrew Cunanan, un tossicodipendente di origini italo-filippine dedito alla prostituzione omosessuale, sospettato di aver assassinato in precedenza altre persone e per questo da tempo ricercato.

Di Gianni Versace, l'amico Franco Zeffirelli ha detto: 
Il testamento di Gianni Versace è stato pubblicato in esclusiva mondiale nel 1997 dal giornalista e scrittore Giancarlo Padula e fu oggetto di notevoli controversie e discussioni all'interno della sua stessa famiglia, tra il compagno Antonio D'Amico, ed i fratelli di Versace, Santo e Donatella.
La prima commemorazione funebre si tenne il 18 luglio a Miami presso la chiesa di St. Patrick. La seconda commemorazione funebre si svolse il pomeriggio del 22 luglio nel Duomo di Milano e fu presieduto da monsignor Angelo Majo, arciprete della cattedrale. La seconda cerimonia funebre vide una larghissima partecipazione popolare e inoltre vi presero parte, tra gli altri, la principessa Lady Diana, Elton John, Sting e Naomi Campbell. Elton John e Sting cantarono insieme The Lord is my Shepherd durante la celebrazione.
La salma di Gianni Versace fu cremata a Miami, secondo le volontà del fratello Santo, e l'urna con le sue ceneri venne deposta all'interno della tomba di famiglia, nella villa sul Lago di Como; nel dicembre del 1997 l'esponente della 'Ndrangheta Giuseppe Di Bella, insieme ad altri, tentò di appropriarsi dell'urna cineraria di Versace a scopo di estorsione, ma non vi riuscì per via dei numerosi controlli e delle videocamere presenti nella cappella di famiglia (questo evento fu raccontato dallo stesso pentito nel libro Metastasi, scritto da Gianluigi Nuzzi). In seguito l'urna venne spostata nel cimitero di Moltrasio quando la villa comasca fu venduta.

## Mostre e tributi
A dicembre del 1997 venne inaugurata al Metropolitan Museum of Art di New York l'esposizione Gianni Versace (11 dicembre 1997 – 22 marzo 1998). L'esposizione, curata da Richard Martin, fu la prima retrospettiva dedicata alla carriera dello stilista dopo la sua morte, con l'esposizione di 50 abiti tratti dalle sue collezioni e dalle sue collaborazioni teatrali. Alla serata inaugurale, a cui parteciparono 2.500 persone, intervennero con testimonianze personali la direttrice di Vogue America Anna Wintour, quella di Vogue Italia Franca Sozzani, lo stilista Karl Lagerfeld e il coreografo Maurice Béjart, i cantanti Elton John, Sting e la moglie Trudie Styler, Cher, le top model Naomi Campbell, Eva Herzigová e Valeria Mazza, l'attore Rupert Everett e i fotografi Richard Avedon, Irving Penn e Bruce Weber che avevano da sempre contribuito con Gianni nella creazione dell'immagine Versace attraverso famose campagne pubblicitarie e libri fotografici.
Nel giugno del 1998 venne inaugurata in Italia, a Como, la mostra Gianni Versace. La reinvenzione della materia, mostra divisa in due sedi separate, Villa Olmo e la Fondazione Ratti. Nella prima sede, Villa Olmo, vennero esposti 120 abiti di tutta la carriera dello stilista, esposti in un percorso espositivo che raggruppava le creazioni in modo tematico e non cronologico; mentre nella seconda sede, La Fondazione Ratti, vennero esposti, sempre in un percorso diviso per temi, alcuni dei materiali e dei tessuti che lo stilista utilizzò per le sue creazioni, qui affiancati dalle immagini delle campagne pubblicitarie e dei cataloghi degli abiti poi realizzati. La mostra venne ripetuta al Museum of Modern Art di Miami nel 1999.
Il canale musicale VH1, nel 1998, creò il premio Versace Awards in onore e alla memoria dello stilista, da essere assegnato durante i VH1 Fashion Awards alle personalità musicali che avevano fatto dell'immagine e del costume una componente fondamentale della propria carriera. La prima a ricevere il premio fu Madonna nel 1998. Jennifer Lopez vinse il premio nel 2000.
Nell'ottobre del 2002 il Victoria and Albert Museum di Londra gli dedicò una delle mostre più complete dedicate alla sua attività. Con il titolo Versace at the V&A vennero esposti 130 pezzi selezionati direttamente della collezione Versace, tra cui alcuni dei pezzi indossati da Madonna, Lady Diana, Elton John e l'indimenticabile mise con le spille da balia indossata da Elizabeth Hurley, accompagnati da foto e bozzetti originali dello stilista. A concludere il percorso espositivo furono presentate anche alcune nuove creazioni della maison Versace create sotto la direzione artistica della sorella Donatella, come l'abito a stampa tropicale indossato da Jennifer Lopez ai VH1 Fashion Awards del 2000.
Il 9 giugno del 2004 Elton John dedicò a Gianni Versace un concerto organizzato allo Stadio "Oreste Granillo" di Reggio Calabria. Il concerto venne trasmesso in contemporanea da Rai International e Rai Due con la regia dell'autore televisivo e radiofonico Gianni Boncompagni.
Nel 2006 fu il Museo Mazzucchelli di Ciliverghe di Mazzano a dedicare una mostra alla carriera di Gianni Versace. Intitolata semplicemente Versace, la mostra esponeva una sessantina di abiti accostati a opere d'arte di tutti i tempi in un percorso espositivo diviso in quattro sezioni: “L'Antico/La Forma”, “L'Iconografia di Medusa”, “L'Arte Moderna/Colore e Forma” e “L'Arte contemporanea. Warhol, Delaunay, Dine e Calder”, ribadirono il forte legame che Gianni aveva sempre avuto tra le sue collezioni d'arte e le sue creazioni stilistiche.
Durante l'anno del primo decennale della sua scomparsa, il 15 luglio del 2007, si è svolto al Teatro alla Scala di Milano un balletto, ideato dall'amico Maurice Béjart, dedicato a Gianni Versace, dal nome Grazie Gianni con amore.
L'ultima mostra dedicatagli si è tenuta al Museo dell'Abbigliamento di Madrid tra i mesi di giugno e ottobre del 2012. L'esposizione, dal titolo XV años sin Gianni. Homenaje a Gianni Versace (XV anni senza Gianni. Omaggio a Gianni Versace), per ricostruire l'influenza dell'arte classica all'interno della carriera dello stilista, esponendo una ventina di abiti dello stilista provenienti dalla collezione del museo accanto ad alcune riproduzioni dell'antichità provenienti dal Museo Nazionale di Scultura di Valladolid.
Nel 2017 gli è stato attribuito dalla Camera dei deputati il Premio America alla memoria della Fondazione Italia USA, la fondazione non a scopo di lucro che promuove le relazioni tra l'Italia e gli Stati Uniti.
La seconda stagione della serie televisiva statunitense American Crime Story è incentrata sull'assassinio dello stilista calabrese, ed è stata trasmessa a partire dal 17 gennaio del 2018; sia la famiglia di Gianni Versace, sia il suo compagno storico Antonio D'Amico, hanno espresso il loro disappunto riguardo la messa in scena, ponendo in discussione alcuni punti.